# Pondération 8 (album)
Albums de Blaise Bula
Le vainqueur des dangers
(2011)
Pondération 8 est le premier album studio du chanteur congolais Blaise Bula, sorti le 1er janvier 2000 par N'diaye. Il est composé de 10 titres.

## Track listing
| Pondération 8 standard edition track listing | Pondération 8 standard edition track listing | Pondération 8 standard edition track listing | Pondération 8 standard edition track listing | Pondération 8 standard edition track listing | Pondération 8 standard edition track listing | Pondération 8 standard edition track listing | Pondération 8 standard edition track listing | Pondération 8 standard edition track listing | Pondération 8 standard edition track listing |
| No                                           | Titre                                        | Producer(s)                                  | Durée                                        |                                              |                                              |                                              |                                              |                                              |                                              |
| -------------------------------------------- | -------------------------------------------- | -------------------------------------------- | -------------------------------------------- | -------------------------------------------- | -------------------------------------------- | -------------------------------------------- | -------------------------------------------- | -------------------------------------------- | -------------------------------------------- |
| 1.                                           | Pondération 8                                | N'diaye                                      | 8:08                                         |                                              |                                              |                                              |                                              |                                              |                                              |
| 2.                                           | Bashale                                      | N'diaye                                      | 8:00                                         |                                              |                                              |                                              |                                              |                                              |                                              |
| 3.                                           | L'an 2000                                    | N'diaye                                      | 7:52                                         |                                              |                                              |                                              |                                              |                                              |                                              |
| 4.                                           | Ligo djenny                                  | N'diaye                                      | 7:52                                         |                                              |                                              |                                              |                                              |                                              |                                              |
| 5.                                           | Berceau de l'humanité                        | N'diaye                                      | 5:30                                         |                                              |                                              |                                              |                                              |                                              |                                              |
| 6.                                           | Nostalgie                                    | N'diaye                                      | 8:00                                         |                                              |                                              |                                              |                                              |                                              |                                              |
| 7.                                           | Dado ya Fanny                                | N'diaye                                      | 7:51                                         |                                              |                                              |                                              |                                              |                                              |                                              |
| 8.                                           | Ndoko lina                                   | N'diaye                                      | 5:37                                         |                                              |                                              |                                              |                                              |                                              |                                              |
| 9.                                           | Mibeko                                       | N'diaye                                      | 8:18                                         |                                              |                                              |                                              |                                              |                                              |                                              |
| 10.                                          | Le présent                                   | N'diaye                                      | 6:05                                         |                                              |                                              |                                              |                                              |                                              |                                              |
| 73:00                                        |                                              |                                              |                                              |                                              |                                              |                                              |                                              |                                              |                                              |